# قائمة السلالات والدول التركية
هذه قائمة بالسلالات والدول أو الإمبراطوريات الناطقة بالتركية أو التركية.

## الكيانات المعاصرة التي لديها لغة تركية واحدة على الأقل معترف بها رسميا

### الدول المستقلة في الوقت المعاصر
| الاسم      | السنة | | يوم الجمهورية  |
| ---------- | ----- | --- | -------------- |
| تركيا      | 1923  | 75% أتراك | 29 أكتوبر 1923 |
| أذربيجان   | 1991  | 91.6% أذر، 0.43% أتراك المسخيت، 0.29% تتار. | 28 مايو 1918   |
| كازاخستان  | 1991  | 63.1% كازاخ، 2.9% أوزبك، 1.4% أويغور، 1.3% تتار، 0.6% أتراك المسخيت، 0.5% أذر، 0.1% قيرغيز.                                                           | 19 يونيو 1925  |
| قيرغيزستان | 1991  | 70.9% قيرغيز، 14.3% أوزبك، 0.9% أويغور، 0.7% أتراك المسخيت، 0.6% كازاخ، 0.6% تتار، 0.3% أذر.                                                          | 14 أكتوبر 1924 |
| تركمانستان | 1991  | 75.6% تركمان، 9.2% أوزبك، 2.0% كازاخ، 1.1% أتراك المسخيت 0.7% تتار                                                                                    | 27 أكتوبر 1991 |
| أوزبكستان  | 1991  | 71.4% أوزبك، 4.1% كازاخ، 2.4% تتار، 2.1% قرقلباغيون، 1% تتار القرم، 0.8% قيرغيز، 0.6% تركمان، 0.5% أتراك المسخيت، 0.2% أذر، 0.2% أويغور، 0.2% باشكير. | 27 أكتوبر 1924 |

### ذات اعتراف محدود
| الاسم         | السنة |
| ------------- | ----- |
| قبرص الشمالية | 1983  |

### الكيانات الفدرالية الروسية
| الاسم               |                                              |
| ------------------- | -------------------------------------------- |
| باشكورستان          | 2010 – 29.5% باشكير، 25.4% تتار، 2.7% تشوفاش |
| تشوفاشيا            | 2010 – 67.7% تشوفاش، 2.8% تتار               |
| قراتشاي - تشيركيسيا | 2010 – 41.0% قراشاي، 3.3% نوجاي              |
| تتارستان            | 2010 – 53.2% تتار، 3.1% تشوفاش               |
| توفا                |                                              |
| ياقوتيا             |                                              |

| الاسم             |                                    |
| ----------------- | ---------------------------------- |
| جمهورية ألطاي     |                                    |
| قبردينو - بلقاريا | 2010 – 12.7% بلقار                 |
| القرم             | 2014 – 12.6% تتار القرم، 2.3% تتار |
| خقاسيا            | 2010 – 12.1% خاكيون                |
| داغستان           | 2010 – 14.9% كوميكيون              |

### مناطق تتمتع بالحكم الذاتي
| الاسم                                                       |                                                                                                |
| ----------------------------------------------------------- | ---------------------------------------------------------------------------------------------- |
| غاغاوزيا في مولدوفا                                         | 2004 – 82.1% الكاكوز.                                                                          |
| سنجان في الصين                                              | 2000 – 45.21% أويغور، 6.74% كازاخ، 0.86% قيرغيز، 0.066% أوزبك، 0.024% تتار صينيون، 0.02% سالار |
| قرقل باغستان في أوزبكستان                                   | 36% أوزبك، 32% قرقلباغيون، 25% كازاخ                                                           |
| جمهورية نخجوان الذاتية في أذربيجان                          | 99% أذر                                                                                        |
| شونهوا (مقاطعة صينية) في الصين                              | 2000 – 61.14% سالار                                                                            |
| مقاطعة جيشيهان بونان ودونغشيانغ وسالار ذاتية الحكم في الصين |                                                                                                |